# Селище імені Воровського (Владимирська область)
Селище імені Воровського (рос. Посёлок имени Воровского) — селище у Судогодському районі Владимирської області Російської Федерації.
Входить до складу муніципального утворення Мошокське сільське поселення. Населення становить 2048 осіб (2010).

## Історія
Населений пункт розташований на землях фіно-угорського народу мещери.
Від 10 травня 1929 року належить до Судогодського району, утвореного спочатку у складі Владимирського округу Івановської промислової області з частин Владимирського та Гусєвського повітів Владимирської губернії. Від 1944 року в складі Владимирської області.
Згідно із законом від 13 травня 2005 року входить до складу муніципального утворення Мошокське сільське поселення.

## Населення
| 1859  | 1897  | 1926  | 1939  | 1959  | 1970  | 1979  |
| ----- | ----- | ----- | ----- | ----- | ----- | ----- |
| 410   | ↗812  | ↗1173 | ↗2103 | ↗2174 | ↗2446 | ↗2486 |
| 1989  | 2002  | 2010  |       |       |       |       |
| ↘2372 | ↘2159 | ↘2048 |       |       |       |       |